# Arrenoseius cesi
Arrenoseius cesi är en spindeldjursart som först beskrevs av Muma 1965.  Arrenoseius cesi ingår i släktet Arrenoseius och familjen Phytoseiidae. Inga underarter finns listade i Catalogue of Life.